# Facklig centralorganisation
En facklig centralorganisation eller central arbetstagarorganisation är en arbetstagarorganisation på nationell nivå. Dessa kan vara sammanslutningar av flera fackförbund. I Sverige är de främsta fackliga centralorganisationerna LO, TCO och Saco. Tidigare fanns även Statstjänstemännens Riksförbund (SR) och för privatanställda tjänstemän De anställdas centralorganisation (Daco).
De andra nordiska länderna har en likartad indelning i särskilda fackliga centralorganisationer för arbetare (norska och svenska LO), akademiker (Saco i Sverige, AC i Danmark, Akava i Finland) och övriga tjänstemän (TCO i Sverige, YS i Norge) även om gränsen mellan olika tjänstemannagrupper blivit otydligare genom att allt fler yrken akademiserats.